# Parlement sicilien
Le Parlement sicilien, créé en 1097 par le Comte Roger Ier de Sicile est considéré comme un des premiers parlements de l'histoire.

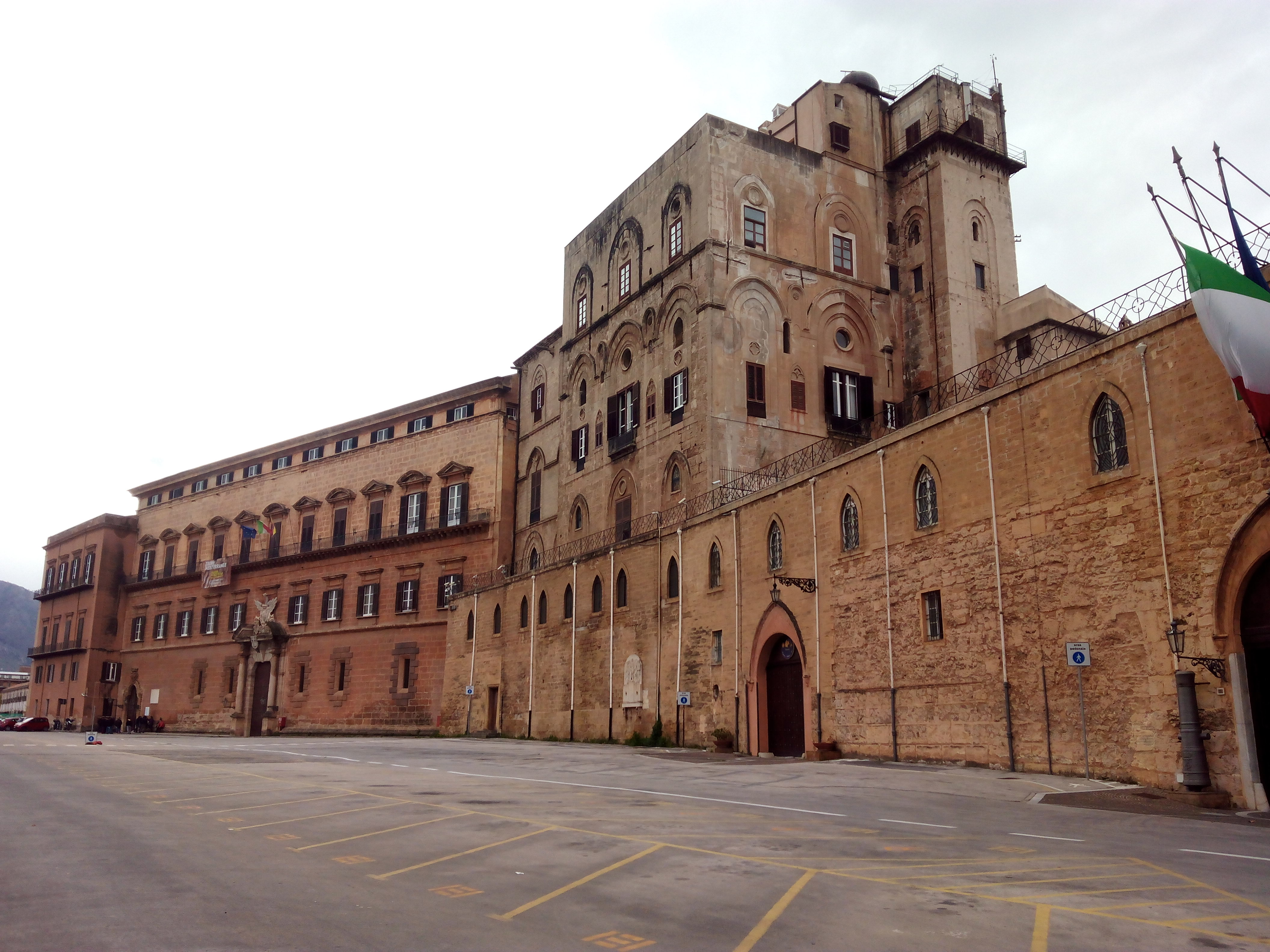
Palais des Normands à Palerme

## Histoire
Le Parlement sicilien est considéré comme un des plus anciens parlements du monde au même titre que le parlement de l'Île de Man (le Tynwald), de l'Islande (l'Althing) et des îles Féroé (le Løgting) bien que ceux-ci n'avaient pas de pouvoir délibératif ce qui rend le Parlement sicilien le premier au sens moderne,,.
La première séance du Parlement sicilien, convoqué par le Comte Roger Ier de Sicile, se tint en 1097 à Mazara del Vallo. À l'origine, le Parlement était itinérant.
Roger II de Sicile avec les assises ont eu lieu à Palerme dans le palais des Normands. Roger passa à Palerme la première moitié de l'année 1140 à préparer soigneusement les Assises d'Ariano.
Tancrède fait entrer en son sein des représentants des communautés.
Il est régulièrement convoqué par Frédéric II.
Sous Frédéric d'Aragon, le Parlement sicilien était constitué de trois branches : la Féodale (Feudale), l’Ecclésiastique (Ecclesiastico) et la Domaniale (Demaniale).
- La branche féodale était composé de nobles représentant les comtés et les baronnies siciliennes.
- La branche ecclésiastique était composée d'archevêques, d'évêques, d'abbés et d'archimandrites.
- La branche domaniale était constituée des représentants des 42 cités domaniales siciliennes (città demaniali en italien)[3],[5],[6].

Sous la couronne aragonaise, le Parlement se réunit tous les trois ans et désigne 4 représentants pour chacune des trois branches pour la Députation, qui assure une permanence de représentation parlementaire auprès du vice-roi.
Au cours de la domination espagnole, le Parlement a été convoqué à Palerme, Catane, Messine et Taormina. Cependant, le pouvoir démocratique de cette instance est limité à un droit de suggestion ou de requête. Elle n'avait pas de poids sur les lois régissant le royaume.
Pendant le règne des Bourbons, le parlement sicilien a été le premier, en 1812, à approuver une constitution. Les nobles siciliens se montrent habiles à tirer profit de l'occasion pour obliger les Bourbons à promulguer une nouvelle constitution pour la Sicile basée sur la Constitution espagnole de Cadix de gouvernance parlementaire, ce qui est, pour l'époque, une constitution libérale. Elle a été abrogée en fait en 1817 par Ferdinand Ier.
Pendant la révolution sicilienne de 1848 les nobles siciliens relancent immédiatement la constitution de 1812, qui reprend les principes de la démocratie représentative et la position centrale du Parlement sicilien dans la gouvernance de l'État. La Sicile déclare la déchéance de Ferdinand IIer et son indépendance le 13 avril,. Un nouveau royaume est ainsi proclamé avec Ruggero Settimo qui en devient Président du Conseil et Vincenzo Fardella di Torrearsa président du Parlement. Il a été dissous par les Bourbons mai 1849.
Le Parlement sicilien est l'ancêtre de l'Assemblée régionale sicilienne.

### Liste des cités domaniales siciliennes
Les cités domaniales siciliennes étaient, à l'époque de la domination normande de la Sicile, des villes relevant directement de l'administration de l’État et non d'un noble, d'un comte, d'un abbé ou d'un évêque.
Les cités domaniales étaient au nombre de 42 :
| Vallo di Mazara Vallée de Mazara | Val di Noto         | Val Demone Vallée de Demenna |
| -------------------------------- | ------------------- | ---------------------------- |
| Castronovo                       | Augusta             | Castroreale                  |
| Corleone                         | Calascibetta        | Cefalù                       |
| Erice                            | Caltagirone         | Jaci                         |
| Girgenti                         | Castrogiovanni      | Linguaglossa                 |
| Licata                           | Catania             | Messine                      |
| Marsala                          | Lentini             | Milazzo                      |
| Mazara                           | Mineo               | Mistretta                    |
| Naro                             | Noto                | Nicosia                      |
| Palerme                          | Piazza              | Patti                        |
| Polizzi                          | San Filippo d'Agira | Randazzo                     |
| Salemi                           | Siracusa            | Rometta                      |
| Sciacca                          | Vizzini             | Santa Lucia                  |
| Sutera                           |                     | Taormine                     |
| Termini                          |                     | Troina                       |
| Trapani                          |                     | Tortorici                    |

## Crédit d'auteurs
- (it) Cet article est partiellement ou en totalité issu de l’article de Wikipédia en italien intitulé « Parlamento siciliano » (voir la liste des auteurs).

- (it) Cet article est partiellement ou en totalité issu de l’article de Wikipédia en italien intitulé « Parlamento » (voir la liste des auteurs).

- (it) Cet article est partiellement ou en totalité issu de l’article de Wikipédia en italien intitulé « Città demaniale » (voir la liste des auteurs).